# Pivoňské lípy I.

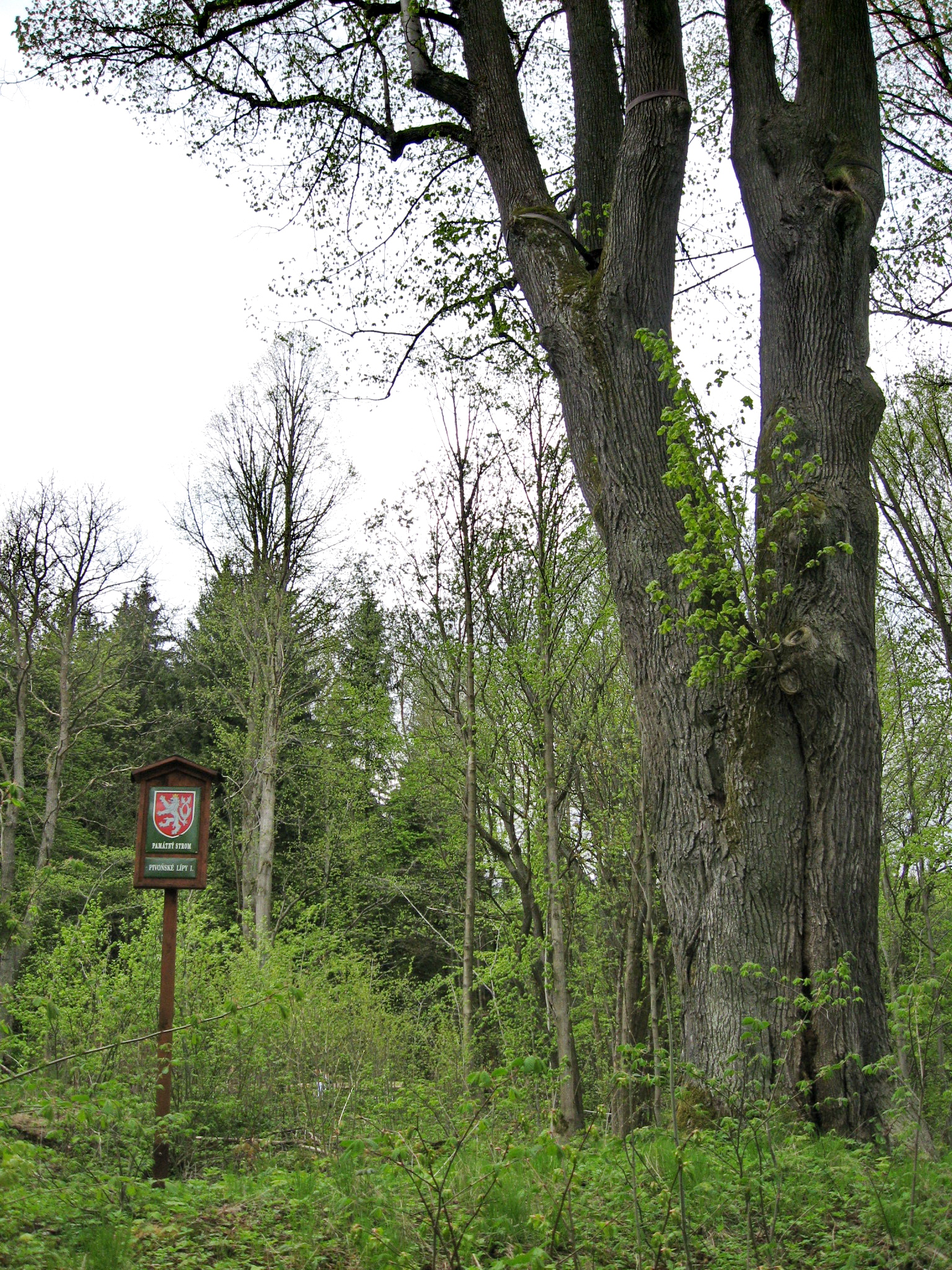
Pivoňské lípy

Pivoňské lípy I. jsou památné stromy ve vesnici Pivoň, části obce u Mnichov jihozápadně od Poběžovic. Dvě přibližně třistaleté  lípy velkolisté (Tilia platyphyllos) rostou u vstupu do pivoňského kláštera v nadmořské výšce 600 m. Jejich kmeny měří 450 a 446 cm (měření 2003). Chráněny jsou od roku 1986 pro svůj vzrůst a věk. Opuštěný areál kláštera je v rekonstrukci. Pozemky areálu jsou oplocené a vstup je v současné době (2021) zakázán.

## Stromy v okolí
- Pivoňské lípy II.
- Sezemínská lípa
- Vranovské jilmy
- Vranovské jasany